# Leptagrion macrurum
Leptagrion macrurum är en trollsländeart som först beskrevs av Hermann Burmeister 1839.  Leptagrion macrurum ingår i släktet Leptagrion och familjen dammflicksländor. IUCN kategoriserar arten globalt som livskraftig. Inga underarter finns listade i Catalogue of Life.